# A Gasoline Wedding
A Gasoline Wedding est un film muet américain réalisé par Alfred J. Goulding et sorti en 1918.

## Synopsis
Une jeune fille fortunée se retrouve face à une multitude de prétendants, mais aucun ne l'attire. Malgré tout, son père veut la marier à tout prix.

## Fiche technique
- Titre : A Gasoline Wedding
- Réalisation : Alfred J. Goulding
- Scénario : H.M. Walker
- Chef opérateur : Walter Lundin
- Production : Hal Roach pour Rolin Fillms
- Distribution : Pathé Exchange
- Genre : Comédie
- Durée : 9 minutes
- Date de sortie :
  - États-Unis : 3 mars 1918

## Distribution
- Harold Lloyd : le garçon
- Snub Pollard : 'Snub'
- Bebe Daniels : la fille
- William Blaisdell
- James Blyler
- Jane Blyler
- Sammy Brooks
- Lige Conley
- Genevieve Cunningham
- Billy Fay
- William Gillespie
- Max Hamburger
- Lew Harvey
- Oscar Larson
- Maynard Laswell
- Gus Leonard : le père de la jeune fille
- Golda Madden
- M.J. McCarthy
- Belle Mitchell
- Irene Morrow
- Evelyn Page
- James Parrott
- Hazel Powell
- Sandy Roth
- Charles Rutan
- Edith Sinclair
- William Strohbach
- Dorothy Terry
- Irene Tyner
- Dorothea Wolbert
- King Zany